# Яркополенский сельский совет (Кировский район)
Яркополенский сельский совет (укр. Яркополенська сільська рада, крымскотат. Qızıl Terçek köy şurası) — административно-территориальная единица в Кировском районе в составе АР Крым Украины (фактически до 2014 года; ранее до 1991 года — в составе Крымской области УССР в СССР, до 1954 года — в составе Крымской области РСФСР в СССР, до 1945 года — в составе Крымской АССР РСФСР в СССР). Население по переписи 2001 года — 6569 человек, площадь совета 113 км². Территория сельсовета находится в центральной части района, примыкая к райцентру Кировское.
К 2014 году сельсовет состоял из 6 населённых пунктов:

| - Красносельское - Новофёдоровка - Ореховка | - Софиевка - Трудолюбовка - Яркое Поле |

## История
Красно-Терчекский сельский совет был образован в 1928 году.Постановлением ВЦИК «О реорганизации сети районов Крымской АССР» от 30 октября 1930 года из Феодосийского района был выделен (воссоздан) Старо-Крымский район (по другим сведениям 15 сентября 1931 года) и совет включили в его состав, а, с образованием в 1935 году Кировского — в состав нового района. Указом Президиума Верховного Совета РСФСР от 21 августа 1945 года Красно-Терчекский сельсовет был переименован в Яркополенский. С 25 июня 1946 года Журавский сельсовет в составе Крымской области РСФСР, а 26 апреля 1954 года Крымская область была передана из состава РСФСР в состав УССР. Время упразднения сельсовета и включения сёл в Кировский поссовет пока не установлено: на 15 июня 1960 года они уже числились в его составе. Яркополенский сельсовет был восстановлен к 1968 году в следующем составе:
- Красносельское
- Трудолюбовка
- Яркое Поле

Те же сёла входили и на 1977 год. До 1985 года (в перечнях административно-территориальных изменений после этой даты не упоминается) Яркополенскому сельсовету были переданы из Токаревского Новофёдоровка, Ореховка и Софиевка и совет обрёл современный состав. С 12 февраля 1991 года сельсовет в восстановленной Крымской АССР, 26 февраля 1992 года переименованной в Автономную Республику Крым. С 21 марта 2014 года в составе Крыма аннексирован Россией. Законом «Об установлении границ муниципальных образований и статусе муниципальных образований в Республике Крым» от 4 июня 2014 года территория административной единицы была объявлена муниципальным образованием со статусом сельского поселения.